# 村田智史
村田 智史（1983年8月28日 - ）は、日本のラジオパーソナリティ 元真空ホロウ ベーシストである。茨城県鉾田市出身。F-FactoryJapan所属。

## 人物
- ラジオでしゃべる時、相当つよい訛りがある。本人曰く「訛っている自覚がまったくない」。
- 茨城県“LOVER”を公言している。

## 経歴
- 元真空ホロウベーシスト
- ROCK IN JAPAN 2009年～2014年出演
- COUNTDOWN JAPAN　2010年～2014年出演

### テレビ
- 2012年1月-3月　SPACE SHOWER TV「爆裂★エレキングダム!!」 - スペースシャワーTVレギュラー出演

### ラジオ
- 2015年9月〜2025年3月29日 「土曜の漢...村田智史」　茨城放送
- 2013年1月 真空ホロウの「ZIP-ROCK RADIO」  ZIP-FM
- 2012年10月 真空ホロウの「フリーズドライ」  CROSS FM

### CD
- 2015年4月1stアルバム真空ホロウ オリコン最高53位
- 2014年2月1stシングル 虹 〜テレビアニメ『NARUTO -ナルト- 疾風伝』のエンディングテーマ オリコン最高62位〜
- 2013年5月2ndミニアルバム　少年A　2013年　オリコン最高58位
- 2012年10月1stミニアルバム　小さな世界　オリコン最高94位
- 2012年5月 インディーズシングルSlow and steady
- 2011年6月 インディーズアルバム ストレンジャー
- 2010年4月 インディーズアルバム contradiction of the green forest

### ライブ
- 2015年6月　『asobi museum』出演。『大ナナイトvol.100』『LIVEHOLIC presents GRAND OPENING SERIES vol.3』『SAKAE SP-RING 2015』『真空ホロウ TOUR 2015梅雨～回想列車で全国へ。』
- 2015年4月『ラックライフ presents「GOOD LUCK vol.33」』『Don't Stop Music fes.栃木』
- 2015年3月『[ flagment-A ] -shibuya eggman 34th. anniversary -』『SANUKI ROCK COLOSSEUM 2015』『アルバム発売寸前親善パーティ』
- 2015年2月『ROCKのススメ Vol.2』『RAD ROCK IOT Vol.1 -3ピースNIGHT-』『官能リベレイト』『WEST ROCK MUSEUM』
- 2015年1月『mito LIGHT HOUSE 25th anniversary ～祝盃～』出演
- 2014年12月『COUNTDOWN JAPAN 14/15』
- 2014年11月『真空パックvol.8～W編とO(ワンマン)編～』開催。『グッドモーニングアメリカ企画フェス「あっ、良いライここにあります。2014」』『夢チカLIVE VOL.97』
- 2014年10月『DIRTY OLD MEN 「Don't Stop Music」スタート記念イベト』『Kidori Kidori "El Blanco 2" release tour x 真空ホロウ 真空パックvol.08 ～W編とO編～』『MEGA★ROCKS 2014』『LEGO BIG MORL TOUR 2014 『YOU t OUR』
- 2014年8月『TREASURE05X 2014 ～summer triangle～』『ゆうじ君の夏休み"スリーマンLIVE!!40min×3band"』『Silent Siren サイサイフェス』『ROCK IN JAPAN FESTIVAL 2014』
- 2014年7月『MURO FESTIVAL 2014』『LUNKHEAD 10th ANNIVERSARY～road to 一世一代みかん祭～vol.9 VSシリーズファイナル「この夏高の贈り物…～SMELLS LIKE SUMMER～」』
- 2014年6月　『SAKAE SP-RING 2014』『DIRTY OLD MEN 「Blazing」TOUR 2014』
- 2014年5月『LUNKHEAD 10th ANNIVERSARY～road to 一世一代のみかん祭～vol.5 VSシリーズ「真空ホロウとどえりゃ～てんむす祭」』
- 2014年3月『BEA × Zepp Fukuoka presents FX 2014』『NoGoD TOUR-2014-SPRING「SEASON I→XIV」』SANUKI ROCK COLOSSEUM」〜BUSTACUP5thround　　　 『Astro Tour 2014』『LIVE SHUFFLE 2014』『真空ホロウ&DIRTY OLD MENダブルレコ発企画 ～記念日は2月19日だね～』開催。『THREE LIGHTS DOWN KINGS LiVERTY TOUR 2014』
- 2014年2月『RO69JACK presents JUMPIN' JACK FLASH vol.3』『つしまみれ-SPEEDY WONDERFULL WORLD TOUR 2014 JAPAN-』『Jack in the Box』『真空パック VOL.7 ～M(水戸・むらた)編とS(渋谷・さとし)編～』開催。（ゲストにKEYTALK、LUNKHEAD）
- 2014年1月『心斎橋の如く2014』
- 2013年12月『RAIKO -来光- RISING 2013』『COUNTDOWN JAPAN 13/14』『ROCKIN' WALTZ』『Shibuya O-Crest 10周年 Special Week!!～雪月風火『bayfm MUSIC METRO vol.4』
- 2013年11月『SUPER BEAVER「『都会のラクダ』TOUR 2013-秋-」』
- 2013年10月『音生サーキット 2013 HALLOWEEN SPECIAL』『NACK5 25th * HEAVEN'S ROCK 20th ～Special Live～ supported by 大ナナイト』『MINAMI WHEEL 2013』
- 2013年9月『AJISAI TOUR 2013「～決して鼓動は鳴りやまない～」』
- 2013年8月『真空渚MEN』『RADIO BERRY ベリテンライブ2013 Special』『横浜連鎖反応 Vol.5 Come On New Rock Generation!』『あべのROCK ON!Ver.1.0』出演。『ROCK IN JAPAN FESTIVAL 2013』
- 2013年7月　『MURO FESTIVAL 2013』『ESP学園Presents COLORS2013』
- 2013年6月『YATSUI FESTIVAL! 2013』『カフカ『呼吸 -inhale-』release tour』『SAKAE SP-RING 2013』
- 2013年5月『バイザラウンドTOUR 2013』メジャー2枚目となるミニアルバム「少年A」を発売。
- 2013年3月『WEST ROCK EDITION 2』『夢チカLIVE VOL.85』『SANUKI ROCK COLOSSEUM』『HAPPY JACK 2013』
- 2013年2月『◇高崎clubFLEEZ 9th ANNIVERSARY 2013◇ Seventeenth PLUCK「INNOVATION 3」 -3 MAN LIVE-』
- 2012年12月『COUNTDOWN JAPAN 12/13』『Crest YEAR END PARTY 2012 Special 4DAYS!』『cross fm 20th anniversary special A-Cross the Music December ～supported by Act Against AIDS』『真空ホロウ "The Small world" TOUR』
- 2012年10月 エピックレコードジャパンよりメジャーデビューミニアルバム「小さな世界」『MEGA☆ROCKS 2012』
- 2012年9月『RUSH BALL 2012』
- 2012年8月『ROCK IN JAPAN FESTIVAL2012』に出演。※メンバーより同年10月末エピックレコードジャパンよりメジャーデビューすることが発表された。
- 2012年7月『MURO FESTIVAL 2012』
- 2012年6月アーバンギャルド『病めるアイドルを探せ！ツアー』
- 2012年5月THE BACK HORN『KYO-MEIライブ in TAKASAKI』タワーレコード限定・生産限定シングル「Slow and steady」『ラックライフ「World is you」DVD発売Tour』出演
- 2012年3月17日、『MUSIC CUBE 12』
- 2011年12月『COUNTDOWN JAPAN11/12』
- 2011年11月『FM NORTH WAVE & WESS presents IMPACT!(Powered By Radio WE!)』
- 2011年8月『ARABAKI PROJECT “ARABAKI ROCK FEST.11″』『ROCK IN JAPAN FESTIVAL 2011』『ベリテンライブ2011』
- 2011年9月『shima fes SETOUCHI 2011』
- 2011年6月NEW ALBUM「ストレンジャー」を発売。同時に全国10箇でリリースツアーを実施。ファイナルは新宿LOFTにてワンマン公演
- 2010年12月『COUNTDOWN JAPAN10/11』
- 2010年8月『ROCK IN JAPAN FESTIVAL2010』
- 2010年7月ディズニーコンピレーションアルバム「ロック・スティッチ」
- 2010年5月東京・下北沢SHELTERでワンマン無料公演を行う。
- 2010年4月ROCKIN'ONのレーベル「JACKMAN RECORDS」より、7入りの1st mini album「contradiction of the green forest」を

リリース
- 2009年《RO69JACK2009》を勝ち抜き、国内最大級のロックフェ『ROCKIN JAPAN FESTIVAL2009』に出演。